# Gran cova de Fanagorískoie
La gran cova de Fanagorískoie (en rus: Большая Фанагорийская (Сталактитовая) пещера), cova de les estalactites (Сталактитовая) o cova del Psekups (Псекупская) és una cova càrstica situada a la riba dreta del riu Aiuk, de la conca del riu Psekups i est de la del Kuban, en l'ókrug urbà de la ciutat de Goriachi Kliuch, krai de Krasnodar, al sud de Rússia.
S'hi accedeix per un camí de 12 km a l'oest de Fanagorískoie.

## Característiques

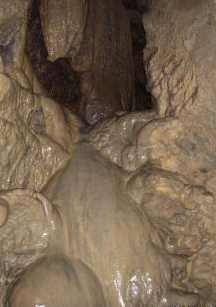
Estalagmita en la cova

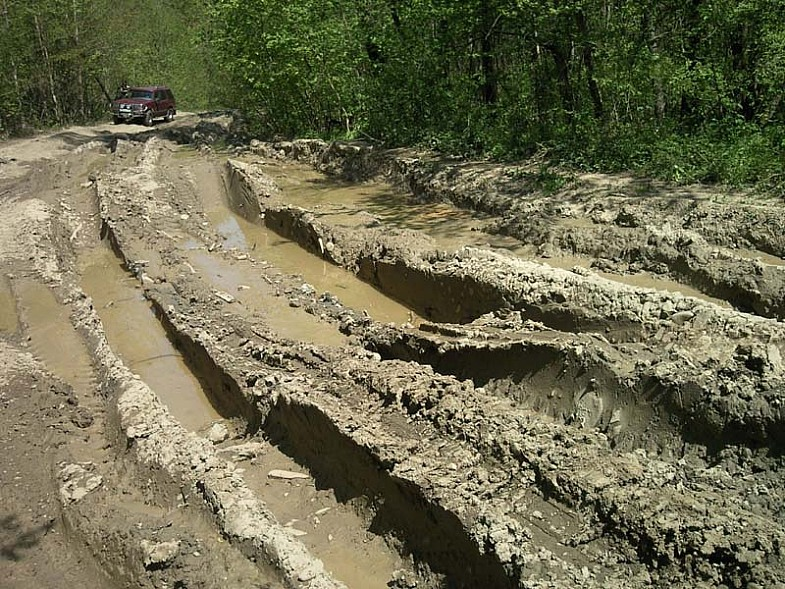
Camí d'accés a la cova

L'entrada a la cova es troba a uns 300 m d'alçada i té unes dimensions d'1,5 m x 1,5 m. Després de l'entrada hi ha un corredor estret de 10 m de longitud, després del qual les parets de la cova s'obrin a sales prou espaioses. Al punt mitjà de la cova, creix una gran estalagmita coneguda com a Perelaz, que cal remuntar per continuar-ne cap al fons, que es bifurca en dos ramals, un de bloquejat i l'altre massa estret per continuar. En aquesta zona discorre un riu, que depenent de l'estació i el volum de sediments, pot arribar a 30 cm de fondària. Una part important de les estalactites i estalagmites de la cova està destruïda. A la fi del s. XIX i principis del xx la cova s'utilitzava com a punt de peregrinació i oratori. Segons els relats de visitants, a principis del s. XIX un enfonsament va reduir-la a l'extensió actual.
La temperatura dins la cova és de 9 °C i és constant tot l'any. El dipòsit de carboni-14 en les formacions de la cova fa que l'aire estiga lleugerament ionitzat.
A la cova, malgrat el gran nombre de visites, hi ha una variada fauna, composta per sangoneres, turbel·laris, nematodes, aranyes i miriàpodes. Quant als quiròpters, hi habiten sis varietats de ratapinyades, com les de ferradura grans i menudes, ratpenats de musell agut, ratpenats d'aigua, ratpenats de bosc i ratpenats comuns.

## Història
El primer relat descriptiu de la cova, el feu el viatger otomà Evliya Çelebi, que la visità al 1666. El 1881, el coronel M. Kamenev, encarregat del balneari de Goriatxi Kliutx, la visità, i a parer seu n'era una de les més admirables d'Europa. El 1882 V. M. Sysoev visità la cova i en feu una descripció que es publicaria en la Gaseta de l'óblast de Kuban (1901) i en la Gaseta dels aficionats a l'estudi de l'óblast de Kuban (1902). El 1946 una comissió delegada de l'Institut Pedagògic de Krasnodar investigà el complex espeleològic càrstic del Caucas, i visità entre altres aquesta cova. El 1977 la declararen Monument natural. El 1983 se'n realitzà un estudi topogràfic, que seria repetit entre 1992 i 1995: passà per zones on no s'havia arribat abans i n'obtingué uns mesuraments que donen com a resultat una amplitud de 53 m, una àrea de 2.064 m² i un volum de 13.032 m³.